# Équipe d'Afrique du Sud de beach soccer
L'équipe d'Afrique du Sud de beach soccer est une sélection qui réunit les meilleurs joueurs sud-africains dans cette discipline.

## Palmarès
- Coupe du monde
  - 12e en 1999 et en 2005

- Championnat d'Afrique
  - 4e en 2007

## Effectif 2008
| N° | Nat. | Poste | Nom du joueur           |
| -- | ---- | ----- | ----------------------- |
| 1  |      | G     | Mbatha Siyabonga        |
| 2  |      | D     | Kinsey Raphael Lowell   |
| 3  |      | D     | Fani Nsuku Shange       |
| 4  |      | D     | Lucky Siyabonga         |
| 5  |      | D     | Darren Dicks            |
| 6  |      | A     | Nduduzo Steven Phakhati |

| No. | Nat. | Position | Nom du joueur            |
| --- | ---- | -------- | ------------------------ |
| 7   |      | A        | Siyabonga Peaceland      |
| 8   |      | A        | Bandile Quinton Tsepo    |
| 9   |      | A        | Lesley Thando            |
| 10  |      | A        | Frederick Philani Gumede |
| 11  |      | D        | Phiwokuhle Prince        |
| 12  |      | G        | Siyabonga Bright         |

## L'encadrement
- Sélectionneur :  Shezi Lindani